# Riodeva
Riodeva – gmina w Hiszpanii, w prowincji Teruel, w Aragonii, o powierzchni 34,34 km². W 2011 roku gmina liczyła 173 mieszkańców.